# Karabakhskaya Ravnina
Karabakhskaya Ravnina (azerbajdzjanska: Qarabağ Düzü) är en slätt i Azerbajdzjan. Den ligger i den centrala delen av landet, 230 km väster om huvudstaden Baku.
Trakten runt Karabakhskaya Ravnina består till största delen av jordbruksmark. Runt Karabakhskaya Ravnina är det ganska tätbefolkat, med 129 invånare per kvadratkilometer.